# سوگانوما سادامیچی
سوگانوما سادامیچی ((به ژاپنی: 菅沼貞道 Suganuma Sadamichi)؛) سامورایی اهل ژاپن در دوره سنگوکو است. وی در نبرد آنه گاوا در سال ۱۵۷۰ شرکت داشت. وی همچنین در سال ۱۵۷۳ در محاصره قلعه نودا علیه تاکدا شینگن جنگید.